# Pattinaggio di figura ai XXI Giochi olimpici invernali - Danza su ghiaccio
Le gare di Danza su ghiaccio ai XXI Giochi olimpici invernali si sono svolte il 19 (obbligatorio), il 21 (originale) e il 22 febbraio 2010 (libero) al Pacific Coliseum di Vancouver.

## Partecipanti
| Nazione       | Atleti                                  |
| ------------- | --------------------------------------- |
| Canada        | Tessa Virtue / Scott Moir               |
| Canada        | Vanessa Crone / Paul Poirier            |
| Cina          | Huang Xintong / Zheng Xun               |
| Rep. Ceca     | Kamila Hájková / David Vincour          |
| Estonia       | Irina Štork / Taavi Rand                |
| Francia       | Isabelle Delobel / Olivier Schoenfelder |
| Francia       | Nathalie Péchalat / Fabian Bourzat      |
| Georgia       | Allison Reed / Otar Japaridze           |
| Germania      | Christina Beier / William Beier         |
| Gran Bretagna | Sinead Kerr / John Kerr                 |
| Gran Bretagna | Penny Coomes / Nicholas Buckland        |
| Ungheria      | Nora Hoffmann / Maxim Zavozin           |
| Israele       | Alexandra Zaretsky / Roman Zaretsky     |
| Italia        | Federica Faiella / Massimo Scali        |
| Italia        | Anna Cappellini / Luca Lanotte          |
| Giappone      | Cathy Reed / Chris Reed                 |
| Russia        | Oksana Domnina / Maksim Šabalin         |
| Russia        | Jana Chochlova / Sergej Novickij        |
| Russia        | Ekaterina Bobrova / Dmitrij Solov'ëv    |
| Ucraina       | Anna Zadorožnjuk / Serhij Verbillo      |
| Stati Uniti   | Meryl Davis / Charlie White             |
| Stati Uniti   | Tanith Belbin / Benjamin Agosto         |
| Stati Uniti   | Emily Samuelson / Evan Bates            |

## Risultati

### Obbligatorio
| Class | Danzatrice         | Danzatore            | Nazione       | TSS   | TES   | PCS   | SS   | TI   | PF   | IN   | Ded  | StN |
| ----- | ------------------ | -------------------- | ------------- | ----- | ----- | ----- | ---- | ---- | ---- | ---- | ---- | --- |
| 1     | Oksana Domnina     | Maksim Šabalin       | Russia        | 43.76 | 21.92 | 21.84 | 8.75 | 8.50 | 8.80 | 9.00 | 0.00 | 18  |
| 2     | Tessa Virtue       | Scott Moir           | Canada        | 42.74 | 21.40 | 21.34 | 8.55 | 8.40 | 8.60 | 8.65 | 0.00 | 23  |
| 3     | Meryl Davis        | Charlie White        | Stati Uniti   | 41.47 | 20.46 | 21.01 | 8.40 | 8.30 | 8.55 | 8.40 | 0.00 | 17  |
| 4     | Tanith Belbin      | Benjamin Agosto      | Stati Uniti   | 40.83 | 20.16 | 20.67 | 8.25 | 8.20 | 8.25 | 8.40 | 0.00 | 20  |
| 5     | Federica Faiella   | Massimo Scali        | Italia        | 39.88 | 19.82 | 20.06 | 8.10 | 7.80 | 8.05 | 8.20 | 0.00 | 21  |
| 6     | Isabelle Delobel   | Olivier Schoenfelder | Francia       | 37.99 | 18.44 | 19.55 | 7.75 | 7.65 | 7.90 | 8.10 | 0.00 | 12  |
| 7     | Jana Chochlova     | Sergej Novickij      | Russia        | 37.18 | 18.28 | 18.90 | 7.65 | 7.35 | 7.60 | 7.70 | 0.00 | 19  |
| 8     | Sinead Kerr        | John Kerr            | Gran Bretagna | 37.02 | 18.04 | 18.98 | 7.70 | 7.40 | 7.60 | 7.70 | 0.00 | 22  |
| 9     | Nathalie Péchalat  | Fabian Bourzat       | Francia       | 36.13 | 17.72 | 18.41 | 7.40 | 7.10 | 7.45 | 7.60 | 0.00 | 16  |
| 10    | Alexandra Zaretsky | Roman Zaretsky       | Israele       | 34.38 | 17.42 | 16.96 | 6.80 | 6.55 | 6.90 | 7.00 | 0.00 | 15  |
| 11    | Anna Zadorožnjuk   | Serhij Verbillo      | Ucraina       | 33.87 | 17.38 | 16.49 | 6.55 | 6.40 | 6.75 | 6.80 | 0.00 | 5   |
| 12    | Anna Cappellini    | Luca Lanotte         | Italia        | 33.13 | 16.40 | 16.73 | 6.75 | 6.45 | 6.70 | 6.95 | 0.00 | 1   |
| 13    | Nóra Hoffmann      | Maxim Zavozin        | Ungheria      | 31.90 | 16.60 | 15.30 | 6.15 | 5.95 | 6.15 | 6.30 | 0.00 | 9   |
| 14    | Emily Samuelson    | Evan Bates           | Stati Uniti   | 31.37 | 16.04 | 15.33 | 6.15 | 6.15 | 6.05 | 6.15 | 0.00 | 14  |
| 15    | Vanessa Crone      | Paul Poirier         | Canada        | 31.14 | 16.22 | 14.92 | 6.05 | 5.80 | 6.00 | 6.05 | 0.00 | 13  |
| 16    | Christina Beier    | William Beier        | Germania      | 30.31 | 15.82 | 14.49 | 5.90 | 5.50 | 5.90 | 5.95 | 0.00 | 3   |
| 17    | Ekaterina Bobrova  | Dmitrij Solov'ëv     | Russia        | 29.86 | 14.50 | 15.36 | 6.15 | 5.85 | 6.25 | 6.45 | 0.00 | 4   |
| 18    | Cathy Reed         | Chris Reed           | Giappone      | 29.49 | 15.10 | 14.39 | 5.80 | 5.55 | 5.85 | 5.90 | 0.00 | 10  |
| 19    | Huang Xintong      | Zheng Xun            | Cina          | 29.22 | 15.32 | 13.90 | 5.65 | 5.30 | 5.70 | 5.65 | 0.00 | 6   |
| 20    | Allison Reed       | Otar Japaridze       | Georgia       | 26.65 | 14.22 | 12.43 | 5.05 | 4.75 | 5.10 | 5.05 | 0.00 | 7   |
| 21    | Penny Coomes       | Nicholas Buckland    | Gran Bretagna | 25.68 | 13.28 | 12.40 | 5.05 | 4.75 | 5.00 | 5.10 | 0.00 | 2   |
| 22    | Kamila Hájková     | David Vincour        | Rep. Ceca     | 23.19 | 12.06 | 11.13 | 4.65 | 4.15 | 4.60 | 4.45 | 0.00 | 8   |
| 23    | Irina Štork        | Taavi Rand           | Estonia       | 21.73 | 11.18 | 10.55 | 4.35 | 4.10 | 4.25 | 4.15 | 0.00 | 11  |

### Originale
| Class | Danzatrice         | Danzatore            | Nazione       | TSS   | TES   | PCS   | SS   | MO   | PF   | CH   | IT   | Ded  | StN |
| ----- | ------------------ | -------------------- | ------------- | ----- | ----- | ----- | ---- | ---- | ---- | ---- | ---- | ---- | --- |
| 1     | Tessa Virtue       | Scott Moir           | Canada        | 68.41 | 32.90 | 35.51 | 9.30 | 9.10 | 9.50 | 9.40 | 9.45 | 0.00 | 22  |
| 2     | Meryl Davis        | Charlie White        | Stati Uniti   | 67.08 | 32.60 | 34.48 | 8.95 | 8.85 | 9.20 | 9.20 | 9.20 | 0.00 | 19  |
| 3     | Oksana Domnina     | Maksim Šabalin       | Russia        | 62.84 | 29.80 | 33.04 | 8.70 | 8.40 | 8.75 | 8.85 | 8.80 | 0.00 | 18  |
| 4     | Tanith Belbin      | Benjamin Agosto      | Stati Uniti   | 62.50 | 30.10 | 32.40 | 8.50 | 8.20 | 8.70 | 8.45 | 8.75 | 0.00 | 23  |
| 5     | Federica Faiella   | Massimo Scali        | Italia        | 60.18 | 28.60 | 31.58 | 8.30 | 8.05 | 8.40 | 8.35 | 8.45 | 0.00 | 17  |
| 6     | Nathalie Péchalat  | Fabian Bourzat       | Francia       | 59.99 | 29.90 | 30.09 | 7.80 | 7.70 | 7.90 | 8.00 | 8.15 | 0.00 | 20  |
| 7     | Isabelle Delobel   | Olivier Schoenfelder | Francia       | 58.68 | 27.40 | 32.28 | 8.40 | 8.20 | 8.65 | 8.60 | 8.65 | 1.00 | 15  |
| 8     | Sinead Kerr        | John Kerr            | Gran Bretagna | 56.76 | 27.30 | 29.46 | 7.65 | 7.40 | 7.85 | 7.85 | 8.00 | 0.00 | 16  |
| 9     | Jana Chochlova     | Sergej Novickij      | Russia        | 55.57 | 26.10 | 29.47 | 7.80 | 7.50 | 7.90 | 7.90 | 7.75 | 0.00 | 14  |
| 10    | Alexandra Zaretsky | Roman Zaretsky       | Israele       | 55.24 | 27.30 | 27.94 | 7.25 | 7.10 | 7.40 | 7.45 | 7.55 | 0.00 | 21  |
| 11    | Emily Samuelson    | Evan Bates           | Stati Uniti   | 53.99 | 28.60 | 25.39 | 6.75 | 6.50 | 6.80 | 6.60 | 6.75 | 0.00 | 7   |
| 12    | Anna Cappellini    | Luca Lanotte         | Italia        | 51.45 | 26.50 | 24.95 | 6.60 | 6.35 | 6.75 | 6.65 | 6.55 | 0.00 | 2   |
| 13    | Nóra Hoffmann      | Maxim Zavozin        | Ungheria      | 51.22 | 25.70 | 25.52 | 6.65 | 6.50 | 6.65 | 6.85 | 6.90 | 0.00 | 6   |
| 14    | Cathy Reed         | Chris Reed           | Giappone      | 50.81 | 27.70 | 23.11 | 6.00 | 5.65 | 6.30 | 6.10 | 6.35 | 0.00 | 10  |
| 15    | Ekaterina Bobrova  | Dmitrij Solov'ëv     | Russia        | 50.61 | 25.60 | 25.01 | 6.50 | 6.35 | 6.65 | 6.65 | 6.75 | 0.00 | 8   |
| 16    | Anna Zadorožnjuk   | Serhij Verbillo      | Ucraina       | 50.02 | 24.30 | 25.72 | 6.75 | 6.60 | 6.90 | 6.75 | 6.85 | 0.00 | 12  |
| 17    | Vanessa Crone      | Paul Poirier         | Canada        | 48.17 | 24.00 | 24.17 | 6.45 | 6.10 | 6.45 | 6.60 | 6.30 | 0.00 | 3   |
| 18    | Christina Beier    | William Beier        | Germania      | 46.42 | 25.00 | 21.42 | 5.80 | 5.45 | 5.75 | 5.70 | 5.55 | 0.00 | 9   |
| 19    | Penny Coomes       | Nicholas Buckland    | Gran Bretagna | 46.33 | 24.60 | 21.73 | 5.60 | 5.40 | 5.90 | 5.90 | 5.85 | 0.00 | 13  |
| 20    | Huang Xintong      | Zheng Xun            | Cina          | 45.03 | 22.70 | 22.33 | 5.95 | 5.60 | 6.00 | 5.90 | 5.95 | 0.00 | 11  |
| 21    | Allison Reed       | Otar Japaridze       | Georgia       | 42.22 | 22.50 | 19.72 | 5.25 | 4.90 | 5.25 | 5.50 | 5.15 | 0.00 | 1   |
| 22    | Kamila Hájková     | David Vincour        | Rep. Ceca     | 40.54 | 22.10 | 18.44 | 5.00 | 4.65 | 4.90 | 5.05 | 4.75 | 0.00 | 4   |
| 23    | Irina Štork        | Taavi Rand           | Estonia       | 35.21 | 19.90 | 16.31 | 4.35 | 4.05 | 4.20 | 4.70 | 4.25 | 1.00 | 5   |

### Libero
| Class | Danzatrice         | Danzatore            | Nazione       | TSS    | TES   | PCS   | SS   | MO   | PF   | CH   | IT   | Ded  | StN |
| ----- | ------------------ | -------------------- | ------------- | ------ | ----- | ----- | ---- | ---- | ---- | ---- | ---- | ---- | --- |
| 1     | Tessa Virtue       | Scott Moir           | Canada        | 110.42 | 53.10 | 57.32 | 9.50 | 9.45 | 9.60 | 9.60 | 9.70 | 0.00 | 21  |
| 2     | Meryl Davis        | Charlie White        | Stati Uniti   | 107.19 | 52.80 | 55.39 | 9.15 | 9.00 | 9.45 | 9.30 | 9.45 | 1.00 | 19  |
| 3     | Oksana Domnina     | Maksim Šabalin       | Russia        | 101.04 | 48.00 | 53.04 | 8.85 | 8.70 | 8.95 | 8.90 | 8.90 | 0.00 | 23  |
| 4     | Tanith Belbin      | Benjamin Agosto      | Stati Uniti   | 99.74  | 48.00 | 51.74 | 8.75 | 8.40 | 8.70 | 8.55 | 8.85 | 0.00 | 22  |
| 5     | Federica Faiella   | Massimo Scali        | Italia        | 99.11  | 47.70 | 51.41 | 8.50 | 8.30 | 8.80 | 8.70 | 8.75 | 0.00 | 20  |
| 6     | Isabelle Delobel   | Olivier Schoenfelder | Francia       | 97.06  | 46.00 | 51.06 | 8.50 | 8.30 | 8.65 | 8.55 | 8.70 | 0.00 | 17  |
| 7     | Nathalie Péchalat  | Fabian Bourzat       | Francia       | 94.37  | 46.90 | 47.47 | 7.95 | 7.70 | 7.90 | 8.05 | 8.10 | 0.00 | 16  |
| 8     | Jana Chochlova     | Sergej Novickij      | Russia        | 93.11  | 45.50 | 47.61 | 8.00 | 7.75 | 8.00 | 8.00 | 8.05 | 0.00 | 18  |
| 9     | Sinead Kerr        | John Kerr            | Gran Bretagna | 92.23  | 44.30 | 47.93 | 7.90 | 7.80 | 8.10 | 8.15 | 8.15 | 0.00 | 15  |
| 10    | Alexandra Zaretsky | Roman Zaretsky       | Israele       | 90.64  | 45.20 | 45.44 | 7.55 | 7.40 | 7.80 | 7.55 | 7.70 | 0.00 | 14  |
| 11    | Emily Samuelson    | Evan Bates           | Stati Uniti   | 88.94  | 46.40 | 42.54 | 7.10 | 6.95 | 7.30 | 6.95 | 7.25 | 0.00 | 13  |
| 12    | Vanessa Crone      | Paul Poirier         | Canada        | 85.29  | 45.40 | 39.89 | 6.75 | 6.40 | 6.80 | 6.70 | 6.75 | 0.00 | 7   |
| 13    | Nóra Hoffmann      | Maxim Zavozin        | Ungheria      | 84.11  | 43.40 | 40.71 | 6.85 | 6.60 | 6.95 | 6.60 | 7.05 | 0.00 | 11  |
| 14    | Ekaterina Bobrova  | Dmitrij Solov'ëv     | Russia        | 82.88  | 42.30 | 41.58 | 7.00 | 6.70 | 7.05 | 7.00 | 7.05 | 1.00 | 12  |
| 15    | Anna Cappellini    | Luca Lanotte         | Italia        | 82.74  | 44.60 | 39.14 | 6.65 | 6.30 | 6.60 | 6.60 | 6.60 | 1.00 | 9   |
| 16    | Cathy Reed\|       | Chris Reed           | Giappone      | 79.30  | 42.50 | 36.80 | 6.25 | 5.85 | 6.55 | 6.10 | 6.10 | 0.00 | 5   |
| 17    | Anna Zadorožnjuk   | Serhij Verbillo      | Ucraina       | 79.26  | 39.20 | 40.06 | 6.80 | 6.55 | 6.70 | 6.75 | 6.65 | 0.00 | 10  |
| 18    | Christina Beier    | William Beier        | Germania      | 72.91  | 38.90 | 34.01 | 5.90 | 5.50 | 5.75 | 5.65 | 5.60 | 0.00 | 6   |
| 19    | Penny Coomes       | Nicholas Buckland    | Gran Bretagna | 71.60  | 41.30 | 31.30 | 5.25 | 5.05 | 5.35 | 5.25 | 5.30 | 1.00 | 3   |
| 20    | Huang Xintong      | Zheng Xun            | Cina          | 71.27  | 37.70 | 33.57 | 5.90 | 5.45 | 5.65 | 5.50 | 5.50 | 0.00 | 8   |
| 21    | Kamila Hájková     | David Vincour        | Rep. Ceca     | 70.08  | 41.30 | 28.78 | 5.00 | 4.50 | 4.90 | 4.95 | 4.80 | 0.00 | 1   |
| 22    | Allison Reed       | Otar Japaridze       | Georgia       | 63.45  | 36.30 | 28.15 | 4.85 | 4.45 | 4.80 | 4.75 | 4.75 | 1.00 | 4   |
| 23    | Irina Štork        | Taavi Rand           | Estonia       | 58.24  | 35.10 | 24.14 | 4.20 | 3.85 | 4.05 | 4.10 | 4.00 | 1.00 | 2   |

## Risultati totali
| Class | Pattinatrice       | Pattinatore          | Nazione       | Punti totali | CD | OD | FD |
| ----- | ------------------ | -------------------- | ------------- | ------------ | -- | -- | -- |
|       | Tessa Virtue       | Scott Moir           | Canada        | 221.57       | 2  | 1  | 1  |
|       | Meryl Davis        | Charlie White        | Stati Uniti   | 215.74       | 3  | 2  | 2  |
|       | Oksana Domnina     | Maksim Šabalin       | Russia        | 207.64       | 1  | 3  | 3  |
| 4     | Tanith Belbin      | Benjamin Agosto      | Stati Uniti   | 203.07       | 4  | 4  | 4  |
| 5     | Federica Faiella   | Massimo Scali        | Italia        | 199.17       | 5  | 5  | 5  |
| 6     | Isabelle Delobel   | Olivier Schoenfelder | Francia       | 193.73       | 6  | 7  | 6  |
| 7     | Nathalie Péchalat  | Fabian Bourzat       | Francia       | 190.49       | 9  | 6  | 7  |
| 8     | Sinead Kerr        | John Kerr            | Gran Bretagna | 186.01       | 8  | 8  | 9  |
| 9     | Jana Chochlova     | Sergej Novickij      | Russia        | 185.86       | 7  | 9  | 8  |
| 10    | Alexandra Zaretsky | Roman Zaretsky       | Israele       | 180.26       | 10 | 10 | 10 |
| 11    | Emily Samuelson    | Evan Bates           | Stati Uniti   | 174.30       | 14 | 11 | 11 |
| 12    | Anna Cappellini    | Luca Lanotte         | Italia        | 167.32       | 12 | 12 | 15 |
| 13    | Nóra Hoffmann      | Maxim Zavozin        | Ungheria      | 167.23       | 13 | 13 | 13 |
| 14    | Vanessa Crone      | Paul Poirier         | Canada        | 164.60       | 15 | 17 | 12 |
| 15    | Ekaterina Bobrova  | Dmitrij Solov'ëv     | Russia        | 163.35       | 17 | 15 | 14 |
| 16    | Anna Zadorožnjuk   | Serhij Verbillo      | Ucraina       | 163.15       | 11 | 16 | 17 |
| 17    | Cathy Reed         | Chris Reed           | Giappone      | 159.60       | 18 | 14 | 16 |
| 18    | Christina Beier    | William Beier        | Germania      | 149.64       | 16 | 18 | 18 |
| 19    | Huang Xintong      | Zheng Xun            | Cina          | 145.52       | 19 | 20 | 20 |
| 20    | Penny Coomes       | Nicholas Buckland    | Gran Bretagna | 143.61       | 21 | 19 | 19 |
| 21    | Kamila Hájková     | David Vincour        | Rep. Ceca     | 133.81       | 22 | 22 | 21 |
| 22    | Allison Reed       | Otar Japaridze       | Georgia       | 132.32       | 20 | 21 | 22 |
| 23    | Irina Štork        | Taavi Rand           | Estonia       | 115.18       | 23 | 23 | 23 |